# Gnophos sacraria
Gnophos sacraria är en fjärilsart som beskrevs av Otto Staudinger 1895. Gnophos sacraria ingår i släktet Gnophos och familjen mätare. Inga underarter finns listade i Catalogue of Life.